# Микроморт
Микроморт — единица измерения риска, равная риску, при котором вероятность смерти равна одной миллионной. Используются для измерения риска ежедневных действий человека. Микровероятность в этой концепции — вероятность какого-либо события, равная 1/1000000, а микроморт — это микровероятность смерти. Понятие предложено Рональдом Ховардом (англ. Ronald A. Howard), который ввёл его в практику анализа решений.

## Средние значения
Средняя вероятность смерти в день может быть рассчитана из средней продолжительности жизни: если взять продолжительность жизни 70 лет, то это значит, что одна смерть будет приходиться на 25 500 прожитых дней (70 × 365 = 25 550).
Количество микромортов в день можно рассчитать, разделив 1 миллион на это количество дней, то есть в данном случае, один человек тратит 39 микромортов в день, или 1,63 микромортов в час. Это средние числа для всей популяции, которые могут изменяться в зависимости от разных параметров, таких как пол, возраст, образ жизни.
Альтернативный способ рассчитать количество микромортов — это взять число умерших за день (для Великобритании — около 2500) и разделить на общее количество населения (60 млн), что дает в итоге 41,6 микромортов.
Эти числа включают все случаи смерти, вызванные как естественными причинами, так и несчастными случаями. В Великобритании около 50 человек в день умирает от несчастных случаев.

### Дополнительные факторы
Действия, увеличивающие вероятность смерти примерно на один микроморт:
- Употребление 0,5 л вина (цирроз печени)
- Употребление 1,4 сигарет (рак, сердечные заболевания)
- Нахождение в угольной шахте в течение 1 часа (заболевания лёгких)
- Нахождение в угольной шахте в течение 3 часов (несчастный случай)
- Проживание в Нью-Йорке или Бостоне в течение 2 дней в 1979 году (загрязнение воздуха)
- Проживание с курильщиком в течение 2 месяцев (рак, сердечные заболевания)
- Употребление 100 стейков на углях (рак от бензпирена)
- Передвижение на каноэ в течение 6 минут (примерно 1 километр при средней скорости каноэ в 8-10 км/час) (несчастный случай)
- Передвижение на 27 километров пешком (несчастный случай)[5]
- Передвижение на 10 километров на мотоцикле (несчастный случай)[6]
- Передвижение на 16 километров на велосипеде[3] (или 32 километра[5]) (несчастный случай)
- Передвижение на 370 километров на автомобиле (или 402 километра[5]) (несчастный случай)[6]
- Передвижение на 9656 километров (примерно равно расстоянию от Санкт-Петербурга до Владивостока) на поезде (несчастный случай)[6]
- Перелёт на 1600 км на самолёте (несчастный случай)
- Перелёт на 10 тыс. км на самолёте (рак от повышенного радиационного фона)[7]
- Перелет на 19 тыс. км на самолете в США (терроризм)[8]

Риски прочих действий:
- Полёт на дельтаплане — 8 микромортов за полет[6]
- Дайвинг — 4,72 микромортов за погружение[9]
- Прыжок с парашютом (в США) — 7 микромортов за прыжок[10]
- Катание на лошади — 0,5 микромортов
- Экстази (MDMA) — < 0,5 микромортов[11]
- Лыжный спорт (1 день) — 0,5 микромортов[5]